# 慶陽府

甘粛省の慶陽府の位置（1820年）

慶陽府（けいようふ）は、中国にかつて存在した府。宋代から民国初年にかけて、現在の甘粛省慶陽市一帯に設置された。

## 概要
1125年（宣和7年）、北宋により慶州が慶陽府に昇格した。慶陽府は永興軍路に属し、安化・合水・彭原の3県を管轄した。
金のとき、慶陽府は慶原路に属し、安化・彭原・合水の3県と白豹・大順の2城と茘原堡と安疆・華池・柔遠の3寨と董志・赤城・金櫃・懐安・業楽・五交・景山の7鎮を管轄した。
元のとき、慶陽府は陝西等処行中書省に属し、合水県を管轄した。
明のとき、慶陽府は陝西省に属し、安化・合水・環・真寧の4県と寧州を管轄した。
清のとき、慶陽府は甘粛省に属し、安化・合水・環・正寧の4県と寧州を管轄した。
1913年、中華民国により慶陽府は廃止された。